# CD82
CD82 (англ. CD82 molecule) – білок, який кодується однойменним геном, розташованим у людей на короткому плечі 11-ї хромосоми. Довжина поліпептидного ланцюга білка становить 267 амінокислот, а молекулярна маса — 29 626.
| 10         |  | 20         |  | 30         |  | 40         |  | 50         |
| ---------- |  | ---------- |  | ---------- |  | ---------- |  | ---------- |
| MGSACIKVTK |  | YFLFLFNLIF |  | FILGAVILGF |  | GVWILADKSS |  | FISVLQTSSS |
| SLRMGAYVFI |  | GVGAVTMLMG |  | FLGCIGAVNE |  | VRCLLGLYFA |  | FLLLILIAQV |
| TAGALFYFNM |  | GKLKQEMGGI |  | VTELIRDYNS |  | SREDSLQDAW |  | DYVQAQVKCC |
| GWVSFYNWTD |  | NAELMNRPEV |  | TYPCSCEVKG |  | EEDNSLSVRK |  | GFCEAPGNRT |
| QSGNHPEDWP |  | VYQEGCMEKV |  | QAWLQENLGI |  | ILGVGVGVAI |  | IELLGMVLSI |
| CLCRHVHSED |  | YSKVPKY    |  |            |  |            |  |            |

A: Аланін

C: Цистеїн

D: Аспарагінова кислота

E: Глутамінова кислота

F: Фенілаланін

G: Гліцин

H: Гістидин

I: Ізолейцин

K: Лізин

L: Лейцин

M: Метіонін

N: Аспарагін

P: Пролін

Q: Глутамін

R: Аргінін

S: Серин

T: Треонін

V: Валін

W: Триптофан

Задіяний у такому біологічному процесі, як альтернативний сплайсинг. 
Локалізований у мембрані.